# سولیشوو (استان اوپوله)
سولیشوو (به لهستانی: Suliszów) یک منطقهٔ مسکونی در لهستان است که در گمینا کامیننگک واقع شده‌است.